# Odd Bang-Hansen
Odd Bang-Hansen född 9 april 1908, död 4 mars 1984, var en norsk författare och översättare.
Under perioden 1965 och 1971 var han ordförande i Den norske Forfatterforening och har mottagit ett antal priser bland annat Bastianpriset 1959 och Norska Kulturrådets översättarpris 1977. 
Som översättare har han bland annat översatt böcker av Irja Browallius, Ulla Isaksson, Ivar Lo-Johansson, Sigfrid Siwertz och Åke Holmberg till norska.
Han var far till filmkritikern Pål Bang-Hansen och regissören Kjetil Bang-Hansen.